# Tir amb arc als Jocs Olímpics d'estiu de 1920 - Ocell mòbil, 28 metres individual
La competició d'ocell mòbil, 50 metres individual va ser una de les 10 proves de tir amb arc que es van disputar als Jocs Olímpics d'Anvers de 1920. Aquesta, com la resta de proves d'aquest esport, sols estava oberta a la participació masculina. Hi van prendre part 2 arquers, un belga i un francès.

## Medallistes
| Or                     | Plata                | Bronze |
| Hubert Van Innis (BEL) | Léonce Quentin (FRA) |        |

## Resultats
| Posició | Arquer                 | Puntuació |
| ------- | ---------------------- | --------- |
| 1       | Hubert Van Innis (BEL) | 172       |
| 2       | Léonce Quentin (FRA)   | 104       |